# Back to Earth (Steve Aoki)
Back to Earth è un singolo del DJ statunitense Steve Aoki, pubblicato il 3 aprile 2015 come sesto estratto dal terzo album in studio Neon Future I.
Il singolo ha visto la partecipazione del gruppo musicale Fall Out Boy.

## Video musicale
Il videoclip, diretto da Aaron Grasso e basato su una storia di Aoki, è stato pubblicato l'11 ottobre 2015 attraverso il canale YouTube del DJ e alterna scene di quest'ultimo e dei componenti dei Fall Out Boy intenti ad eseguire il brano con altre nelle quali una donna è inseguita da un uomo mascherato.

## Tracce
1. Back to Earth (feat. Fall Out Boy) (Club Edition) – 5:01
2. Back to Earth (feat. Fall Out Boy) (The Chainsmokers Remix) – 3:43
3. Back to Earth (feat. Fall Out Boy) (LA Riots Remix) – 5:19